# Wapen van Marchin

Wapen van Marchin

Het wapen van Marchin is het gemeentelijke wapen van de Luikse gemeente Marchin. Het wapen werd in 1980 aan de fusiegemeente toegekend, het is sindsdien niet gewijzigd.

## Geschiedenis
De gemeente Marchin gebruikte een eerste versie van het wapen vanaf 23 oktober 1965. De gemeente Marchin ontstond in 1977 na een fusie tussen de gemeenten Marchin en Vyle-et-Tharoul. Marchin voerde het wapen al als zelfstandige gemeente, Vyle-et-Tharoul voerde geen wapen. Het wapen is dat van de heren van Marchin, die het in de middeleeuwen reeds als familiewapen voerden.

## Blazoenering
De beschrijving van het wapen luidt als volgt:
D'argent à un barbeau de gueules, posé en pal - l'écu sommé d'une couronne à trois fleurons séparés par deux groupes de trois perles.
Van zilver een barbeel paalsgewijs van keel - het schild getopt door een kroon van drie bladeren gescheiden door twee groepen van drie parels.
De heraldische kleuren zijn zilver (wit) en keel (rood. De vis staat met het hoofd naar boven en de staart naar beneden afgebeeld. De kroon is een Franse markiezenkroon.